# Küroszi Andronikosz

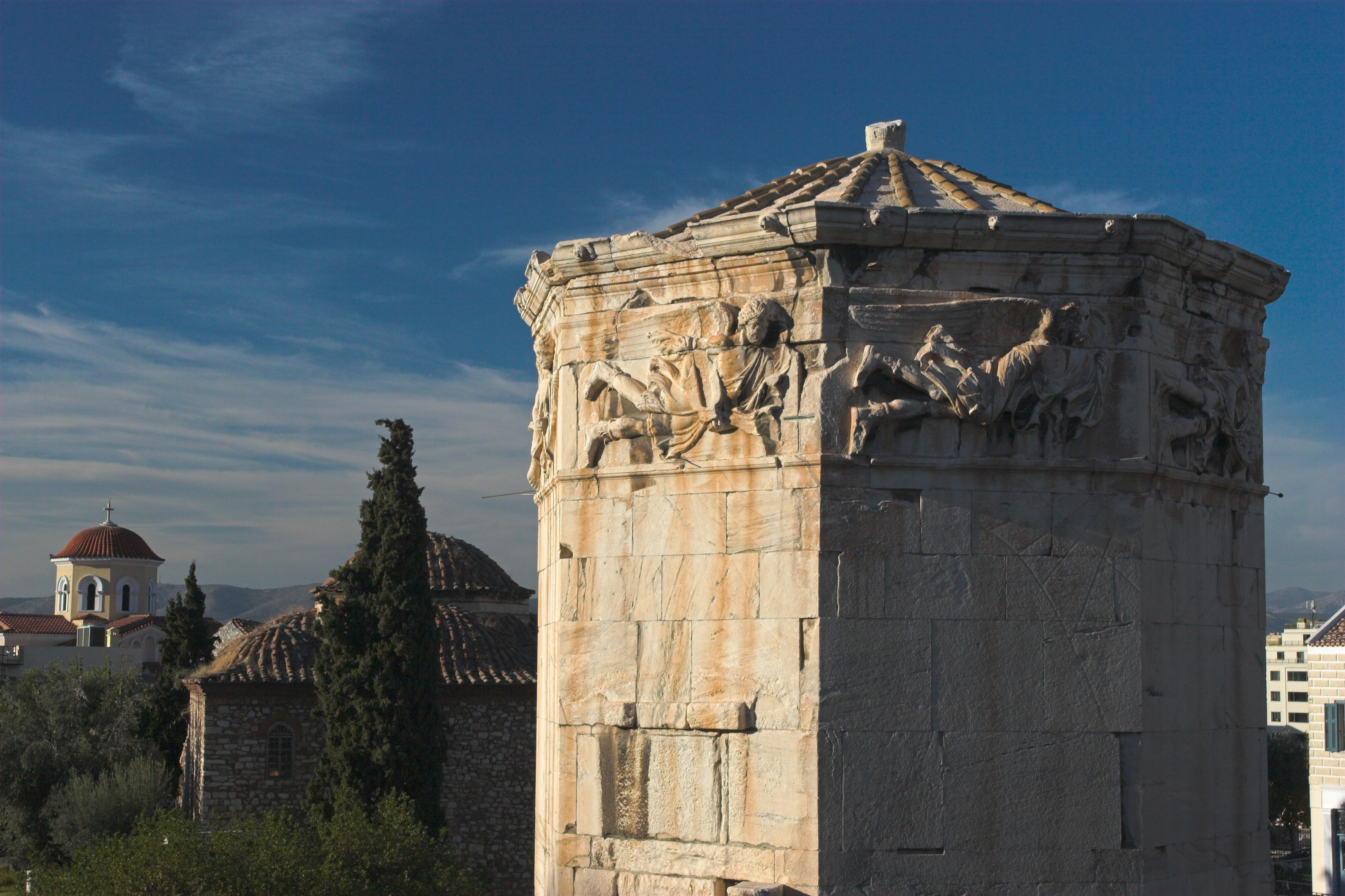
A Szelek tornya

Küroszi Andronikosz vagy Andronikosz Kirresztész (görögül: Ανδρόνικος Κυρρήστου) egy görög csillagász volt, aki i. e. 100 körül tevékenykedett.
Ő építtette Athénban a még ma is fennálló Szelek tornyát, ami egy nyolcszögletű, toronyszerű építmény, amelynek oldalait faragott ábrák díszítik. Azért kaphatta ezt az elnevezést, mert oldalai az Athénban uralkodó fő légáramlatok irányába mutatnak. Az athéniak horológiumnak, órának is nevezik a tornyot az oldalain található napórák után. Az ókorban Tritón bronzszobra állt a torony tetején egy rúddal a kezében, amely mindig arra fordult, amerre fújt a szél. (Innen ered a szélkakasok használata.)
Andronikosz ezenkívül készített egy napórát a görögországi Tenosz szigetén lévő Poszeidón-szentélyben. Szélütésben halt meg.

## Külső hivatkozások
- Andronikosz (angol)[halott link]
- Andronikosz az Encyclopædia Britannicából (angol)
- Balázs Attila: Szelek nyomában